# Сокол (ледовый дворец, Новочебоксарск)
Ледовый дворец «Сокол» — ледовый дворец спорта в Новочебоксарске, первая в данном городе крытая ледовая площадка для игры в хоккей с шайбой.

## История
Ледовый дворец построен ещё в советское время благодаря руководству Химпрому. В данном ледовом дворце помимо хоккеистов занимались также и фигуристы. Является домашним льдом для новочебоксарского «Сокола». Это единственный крытый лёд в городе.
Является местом занятий студентов Бюджетного учреждения Чувашской Республики «Спортивная школа олимпийского резерва № 4» Министерства физической культуры и спорта Чувашской Республики.